# Azuelo
Azuelo är en kommun i Spanien.   Den ligger i provinsen Provincia de Navarra och regionen Navarra, i den norra delen av landet, 270 km norr om huvudstaden Madrid.